# La favorita di Broadway
La favorita di Broadway (The Painted Angel) è un film musicale del 1929 diretto da Millard Webb, interpretato da Billie Dove. L'attrice venne sostituita in alcune scene dalla sua controfigura, Audrey Scott il cui nome non appare nei credits.

## Produzione
Prodotto dalla First National Pictures (con il nome a First National-Vitaphone Picture) (controlled by Warner Bros. Pictures Inc.)

## Distribuzione
Il film uscì nelle sale statunitensi il 1º dicembre 1929, distribuito dalla First National Pictures.

### Date di uscita
- USA	1º dicembre 1929
- Portogallo	16 giugno 1931

Alias
- The Painted Angel 	USA (titolo originale)
- La favorita di Broadway 	Italia
- O Anjo Pintado	 Portogallo (imdb display title)
- The Broadway Hostess	(undefined)